# Karl Josef Karlsson
Karl Josef (K J) Karlsson, död 1895, var en av de tidiga förgrundsgestalterna inom järnarbetarnas fackliga rörelse och den första förbundsordföranden för Järn- och Metallarbetareförbundet.

## Biografi
Som svarvare på Atlas verkstäder i Stockholm blev Karl Josef Karlsson medlem i Järnarbetarefackföreningen något år efter starten 1884 och var ordförande där 1886 – 1888. Han tog initiativet både till föreningens sjukkassa och till föreningsbiblioteket, och fanns bland dem som drev på för bildandet av Järn- och Metallarbetareförbundet, som konstituerades 1888. Han blev förbundets förste ordförande, vald med siffrorna 49 mot 5. Arbetet som förbundsordförande fick han sköta vid sidan av sitt vanliga verkstadsarbete (med tio timmars arbetsdag), vilket förklarar att han endast satt i två år.
1889 var han ombud vid den första partikongressen, där det socialdemokratiska partiet bildades. Året därpå var han en av de sex talarna vid den första 1 maj-demonstrationen på Gärdet.
1894 valdes han på nytt till ordförande i den lokala fackföreningen, men tvingades lämna uppdraget kort efteråt på grund av sjukdom. Han dog 1895 ”i proletärsjukdomen lungsot”, som tidens anklagande formulering löd.